# Vollständiges Systematisches Verzeichniss Aller Gewächse Teutschlandes
Vollständiges Systematisches Verzeichniss Aller Gewächse Teutschlandes (abreviado Verz. Gew. Teutschl.) es un libro con ilustraciones y descripciones botánicas que fue escrito por el botánico alemán Gerhard August Honckeny y publicado en 1782.